# Forpus xanthopterygius

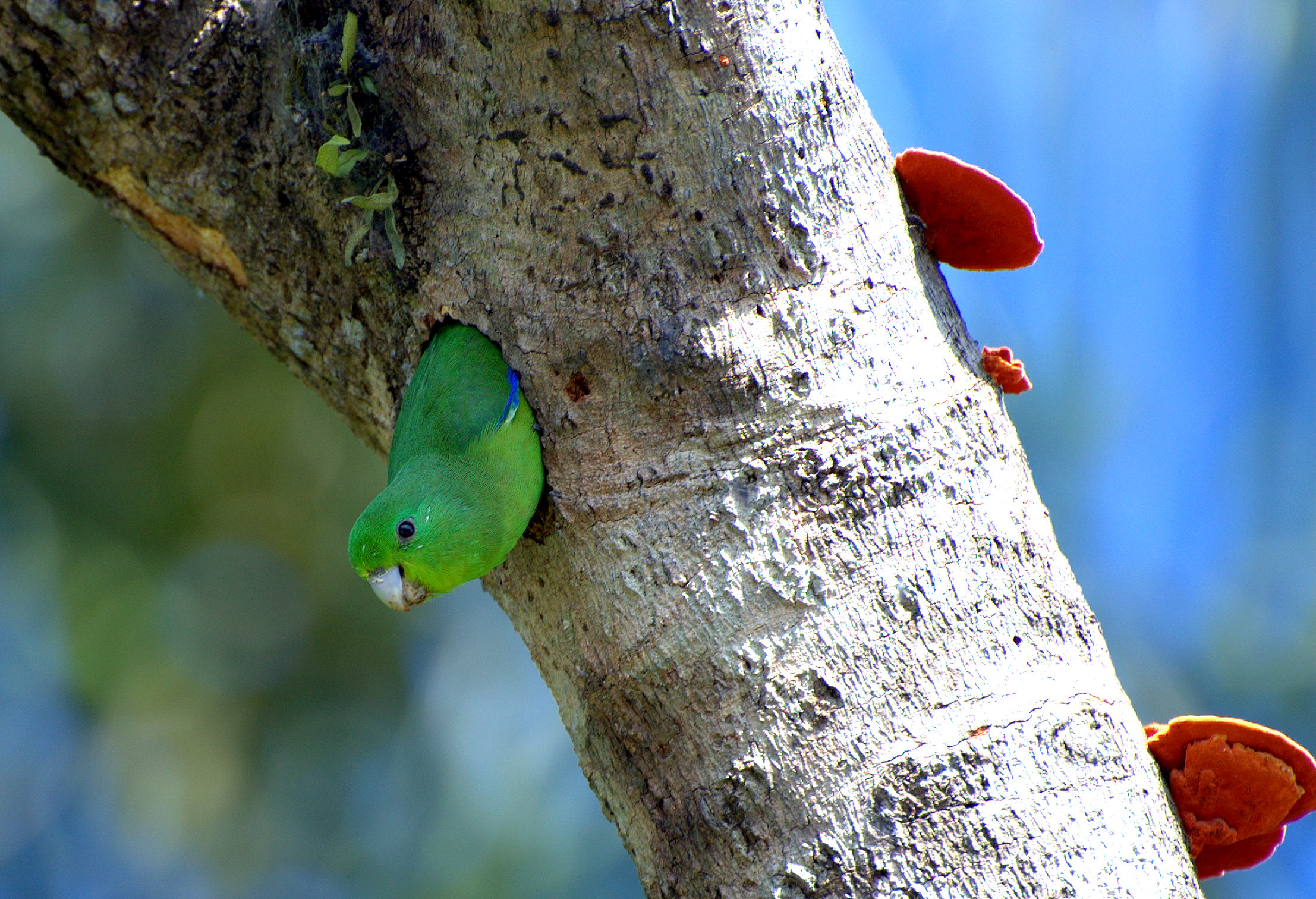
Um macho saindo de um ninho no Vale do Ribeira. Ao lado, alguns urupês.

O tuim (Forpus xanthopterygius) é uma espécie de tuim encontrada em grande parte da América do Sul, especialmente na caatinga e Floresta Amazônica. Mede em média 120 milímetros, tem penas verdes e uma faixa de penas azuis na borda da asa. Alimenta-se de sementes e frutos. Nidificam em buracos escavados nos troncos de árvores ou em cupinzeiros. Põem de 3 a 5 ovos brancos.
Habita o norte da Argentina, o Paraguai e o centro-oeste e o leste do Brasil. Tem coloração verde, mais clara na parte inferior, como uropígio e dorso inferior azul-vivos e cobertura das asas azul. A fêmea não possui cor azul. Vive em bandos. Nidifica em ocos de pau e até em casas de joão-de-barro. Alimenta-se de frutas e sementes. É o menor periquito brasileiro.

## Etimologia
O termo "tuim" procede do termo tupi tu'im. O termo "tuietê" procede do termo tupi tu'imeté, "tuim verdadeiro", que designava provavelmente o macho da espécie. O termo "tuitirica" procede do termo tupi tu'imtyryka, "tuim arisco", que designava provavelmente a fêmea da espécie.
Outros nomes populares são tuim-de-asa-azul, tiú, tuietê, tuitirica, tuiuti, cuiúba, coió-coió, cu-cosido, cu-tapado, bate-cu, quilim, periquitinho e papa-cu. [carece de fontes?]
O nome tuim foi selecionado como nome vernáculo técnico para a espécie pelo Comitê Brasileiro de Registros Ornitológicos (CBRO) em 2021.

## Subespécies
São reconhecidas seis subespécies:
- Forpus xanthopterygius xanthopterygius (Spix, 1824) - É a descrita acima. Ocorre no noroeste da Argentina, Paraguai, centro e leste do Brasil até a Bahia.
- Forpus xanthopterygius flavissimus (Hellmayr, 1929) -  Parecido com a anterior, mas a plumagem em geral é um pouco mais amarelada; testa, área ao redor da base do bico e garganta de uma cor amarelo limão. Todas as marcações azul-violeta são de uma cor mais pálida que a forma anterior. Fêmea também mais amarelada que a da forma nominal. Ocorre no Nordeste do Brasil, do Maranhão até o norte da Bahia.
- Forpus xanthopterygius crassirostris (Taczanowski, 1883) - Parecido com xanthopterygius, mas a testa é verde-esmeralda. Todos as marcações azul-violeta são mais pálidas, exceto nas secundárias. De tamanho menor, mas com bico mais largo que a forma nominal. Fêmeas parecidas com a de xanthopterygius, mas também possuem a testa verde-esmeralda. Ocorre no noroeste do Peru e sudeste da Colômbia, além da Região Amazônica no Brasil.
- Forpus xanthopterygius olallae (Gyldenstolpe, 1941) - Muito similar a crassirostris, mas as coberteiras das asas são de uma cor violeta-acinzentada pálida; coberteiras primárias e uropígio são mais escuros. Ocorre exclusivamente na região de Codajás e Itacoatiara, na margem norte do Amazonas, no noroeste do Brasil.
- Forpus xanthopterygius flavescens (Salvadori, 1891)- como xanthopterygius, mas geralmente levemente mais amarelado; testa e bochechas verde-amareladas; uropígio, coberteiras inferiores das asas e secundárias azuis; parte inferior da cauda verde-azulado pálido. Fêmeas também se distinguem por possuírem a parte inferior da cauda verde-azulada pálida. Leste da Bolívia (Santa Cruz e Beni) e sudeste do Peru.
- Forpus xanthopterygius spengeli - Distribuição restrita ao norte da Colômbia.